# Pristurus schneideri
Pristurus schneideri — вид геконоподібних ящірок родини Sphaerodactylidae. Ендемік Ємену.

## Поширення і екологія
Pristurus schneideri є ендеміками острова Аль-Ханіш-аль-Сагір в архіпелазі Ханіш у Червоному морі. Вони живуть на чорних вулканічних скелях поблизу піщаного пляжа. Відкладають яйця.